# ويليام جيمس أوستين
ويليام جيمس أوستين (بالإنجليزية: William James Austin)‏ هو شاعر أمريكي، ولد في 4 ديسمبر 1949.